# (21336) Andyblanchard
(21336) Andyblanchard est un astéroïde de la ceinture principale.

## Description
(21336) Andyblanchard est un astéroïde de la ceinture principale. Il fut découvert le 31 janvier 1997 à l'Observatoire de Kitt Peak par le projet Spacewatch. Il présente une orbite caractérisée par un demi-grand axe de 2,63 UA, une excentricité de 0,03 et une inclinaison de 1,7° par rapport à l'écliptique.

## Compléments